# Mikołaj Tołwiński

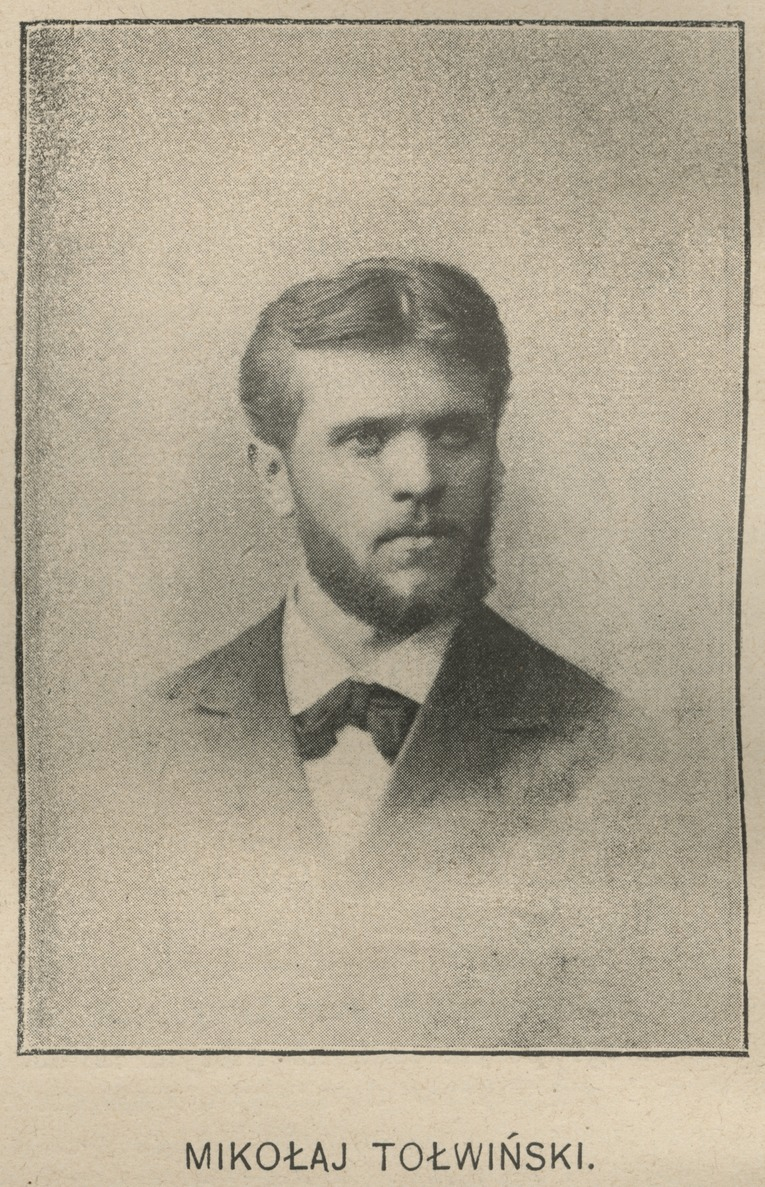

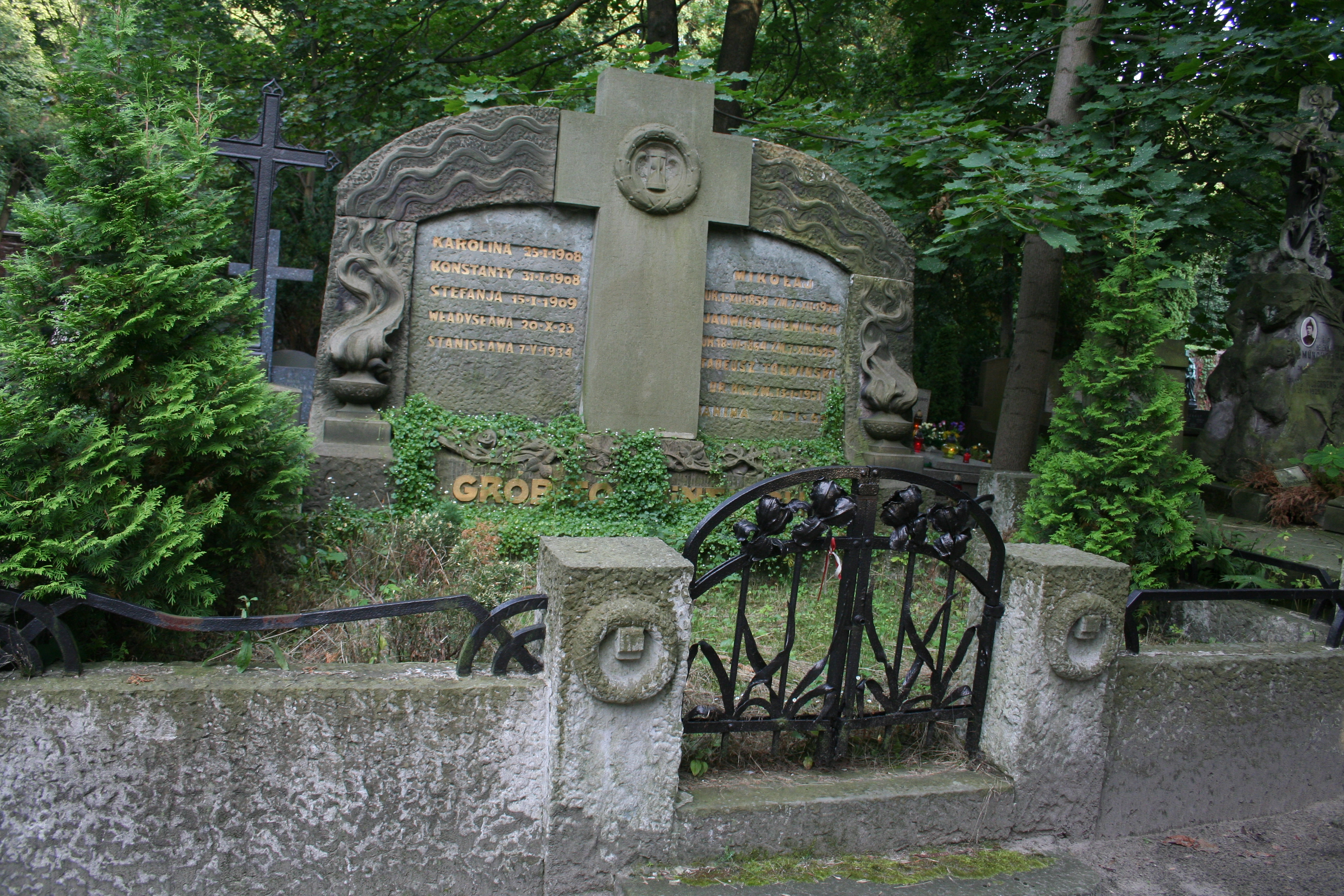
Grób Mikołaja Tołwińskiego na warszawskim cmentarzu Powązkowskim

Mikołaj Franciszek Tołwiński (ur. 1 grudnia 1858 w Mariampolu, zm. 7 grudnia 1924 w Warszawie) – polski architekt działający głównie na terenie Odessy, a następnie Warszawy, profesor architektury.

## Życiorys
Po ukończeniu Cesarskiej Akademii Sztuk Pięknych w Petersburgu ze stopniem architekta kl. I, od 1889 r. wykładał architekturę tamże. W latach 1899–1917 tworzył głównie w Odessie i okolicy. Później wrócił do kraju i został profesorem, wykładowcą architektury w Instytucie Politechnicznym w Warszawie. Wykładał także architekturę w ramach Kursów Politechnicznych na Wydziale Technicznym Towarzystwa Kursów Naukowych w Warszawie (1907-1911).

### Życie prywatne
Był synem nauczyciela Konstantego i Karoliny z Baranowskich. W 1885 ożenił się z Jadwigą Władysławą Brzozowską i miał z nią syna Tadeusza.
Mikołaj Tołwiński spoczywa w rodzinnym grobowcu na cmentarzu Powązkowskim w Warszawie (kw. 217-VI-1/4).

## Ważniejsze prace
- projekt konkursowy kaplicy Karola Scheiblera w Łodzi (z Piotrem Brukalskim), 1883, II nagr.
- wiele projektów w Rosji  – zwłaszcza Odessa (m.in. gimnazjum męskie w Mariupolu w 1899)
- zakład naukowy żeński Stefanii Tołwińskiej przy ul. św. Barbary 4 w Warszawie (1902)
- willa w Konstancinie
- zespół gmachów Szkoły Tramwajowej przy ul. Młynarskiej 2 w Warszawie, a obecnie III Liceum Ogólnokształcącego im. gen. Sowińskiego przy ul. Rogalińskiej 2 (wspólnie z synem, 1912)
- dom własny przy ul. Służewskiej 3 w Warszawie (wspólnie z Henrykiem Stifelmanem) (1903-1905).

## Publikacje
- O pomnikach i cerkwiach prawosławnych, 1919